# Hyundai Genesis
La Hyundai Genesis è una berlina prodotta dalla casa automobilistica coreana Hyundai a partire dal 2008 in due generazioni. La seconda serie è stata presentata a dicembre 2013.

## I primi sviluppi
Il Progetto BH che diede alla luce la Genesis nacque verso la metà degli anni 2000 come erede dell'ammiraglia Hyundai Dynasty che era disponibile sul mercato asiatico dal 1996. 

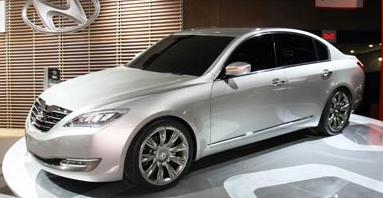
Genesis Sedan Concept

A causa dell'insuccesso delle vetture della fascia alta della gamma Hyundai, tutte spinte dalle ruote motrici anteriori, i tecnici coreani iniziarono gli sviluppi di una piattaforma completamente nuova che potesse sfruttare la trazione posteriore, molto apprezzata sia in Asia che in America e Europa.
I costi di sviluppo fin troppo elevati causarono un rimando al 2008 della presentazione del modello definitivo (inizialmente prevista nel 2006) che venne anticipato da un concept car esposto al Salone di New York del 2007 e che utilizzerà la denominazione Genesis. Questo prototipo oltre a svelare il 90% della vettura di serie anticipa l'introduzione di una nuova motorizzazione benzina 4.6 V8 facente parte della famiglia motoristica τ Tau capace di 381 cavalli abbinato ad una trasmissione automatica sequenziale a 6 rapporti prodotta dalla ZF e utilizzata da numerose berline tedesche come la BMW Serie 5.

## La versione definitiva
La Genesis definitiva sarà svelata al Salone di New York del 2008. Secondo la casa costruttrice si tratta di "una interpretazione progressiva di una moderna berlina sportiva a trazione posteriore" progettata per competere con le rivali più blasonate e affermate quali le Mercedes-Benz Classe E, Audi A6 e Jaguar XF. La Genesis adotta sospensioni Multilink a 5 bracci sia all'avantreno che al retrotreno.
L'intero progetto costato oltre 500 milioni di dollari ha percorso oltre 800 000 miglia, il risultato è stato un prodotto ritenuto di notevole qualità soprattutto dalla stampa americana (il sito Edmunds.com l'ha premiata con il punteggio di 9,5 su un massimo di 10 mentre nel 2009 è stata eletta auto dell'anno nel Nord America e in Canada) ed ha trovato numerosi lodi (oltre che in Asia) persino in Europa dove la Genesis è stata presentata, senza però un annuncio riguardo ad una possibile commercializzazione.

### Design e interni
La linea si basa su elementi tondeggianti caratterizzati da pochi spigoli ma dalla presenza di linee rette; in particolare il frontale che presenta una grande calandra dotata di elementi cromati che secondo la casa "riprendono la forma delle ali di un uccello in volo". La coda invece presenta un cofano del bagagliaio che forma uno spoiler aerodinamico e fanaleria bicolore (rossa e bianca) a Led. Due i terminali di scarico cromati. L'interno è caratterizzato dalla plancia che a seconda delle versioni può essere in legno abbinata ad inserti in plastica e pelle oppure completamente in legno. La consolle centrale ospita lo schermo LCD del navigatore satellitare e i comandi del climatizzatore mentre accanto alla leva del cambio è presente la manopola multifunzione che gestisce l'impianto di navigazione e l'impianto stereo Lexicon.

### Dotazione e accessori
La Genesis dispone di ABS, controllo elettronico di stabilità e trazione, poggiatesta attivi, fari bixeno adattativi, sedili riscaldabili, automassaggianti e regolabili elettronicamente, cerchi in lega da 17 pollici, climatizzatore automatico, radar anticollisione con cuise control, navigatore satellitare, telecamera posteriore, sensori di parcheggio anteriori e posteriori e partenza elettronica tramite pulsante. Tra gli optional oltre le rifiniture interne in pelle sono disponibili i cerchi in lega maggiorati e l'impianto stereo Lexicon potenziato.

### Produzione
La Genesis viene prodotta in Corea del Sud presso gli stabilimenti di Ulsan e venduta nei principali stati asiatici, in Russia e in America. Nel 2008 sono state assemblati oltre 55.000 esemplari di cui circa 35.000 sono finiti in Corea. Per il 2009 la Hyundai Motor prevede un incremento della produzione fino a 100.000 esemplari, dei quali oltre 50.000 finiranno negli Stati Uniti d'America, 45.000 in Corea e i restanti 5.000 destinati ai paesi Asiatici (in particolare Medio Oriente) e Russia.

## Versioni speciali

### Genesis Coupé

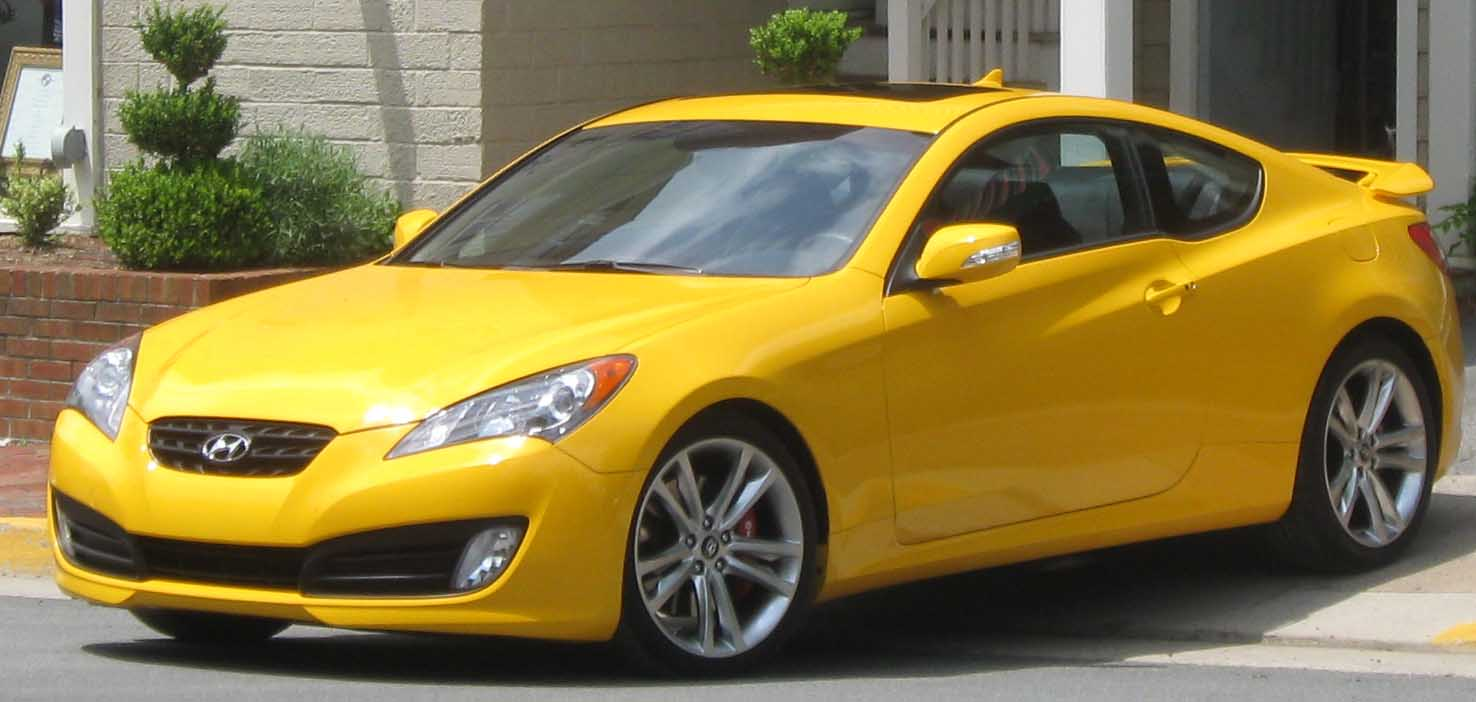
La Genesis Coupé

La Genesis viene prodotta dal 2009 anche in versione coupé sportiva a 2 porte caratterizzata dalla linea completamente ridisegnata, dal telaio accorciato (sempre a trazione posteriore) e dagli interni completamente inediti. La Genesis Coupé dispone di due motorizzazioni benzina tra le quali un inedito 2.0 Turbo 16V θ Theta II a 4 cilindri, non presente sulla berlina, capace di 214 cavalli che affianca il più grande 3.8 Λ Lambda V6 con 24 valvole da 310 cavalli. Al contrario della versione berlina la coupé sarà importata in Europa a partire dal 2010.

### HCD-14 Genesis Concept

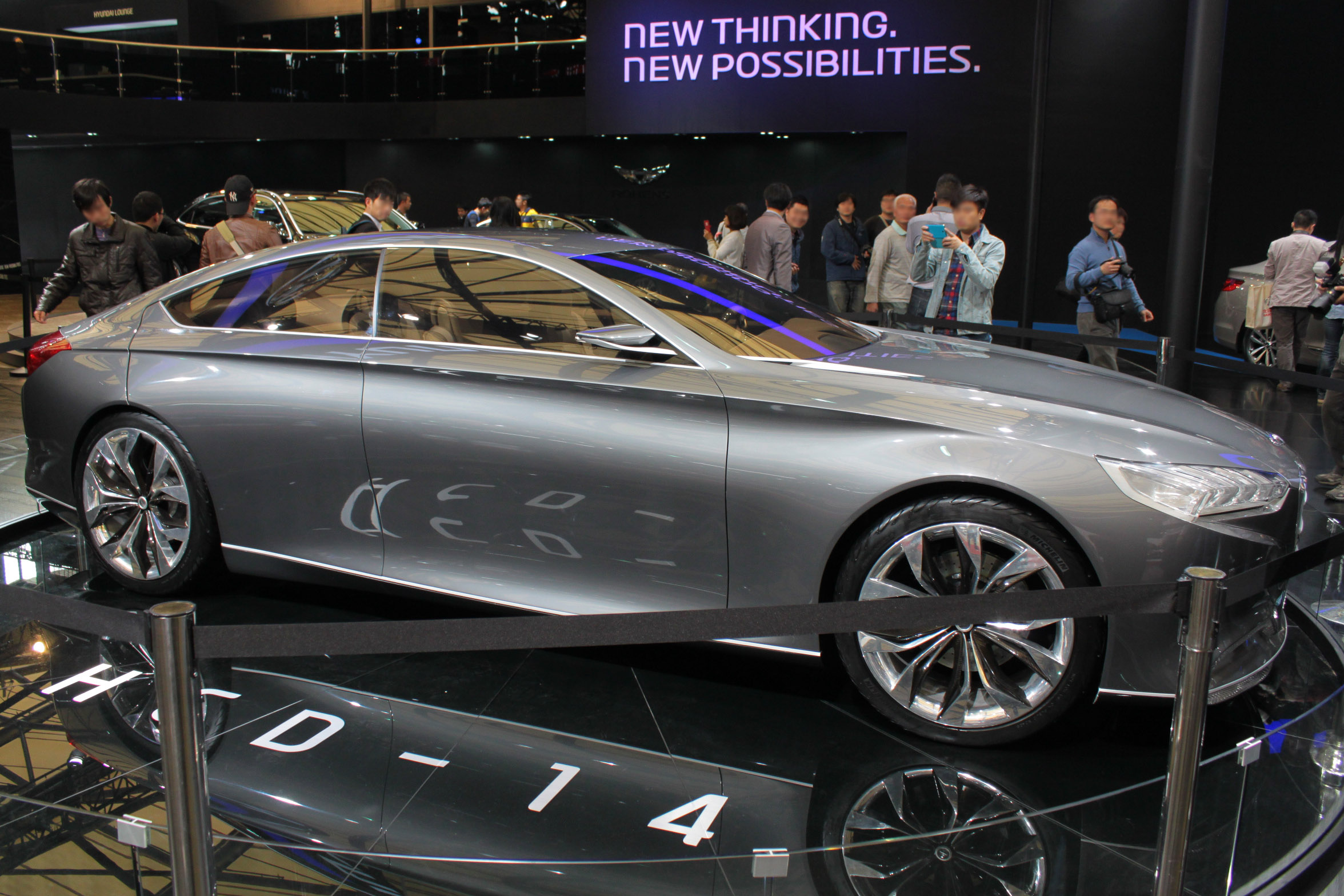
La Hyundai HCD-14 Genesis-Concept

Nel 2013 al Salone dell'automobile di Detroit, la Hyundai ha presentato la HCD-14 Genesis Concept, un prototipo che anticipa le linee della nuova generazione di Genesis. La silouetthe della vettura è stata resa più aerodinamica e filante per farla apparire di dimensioni più contenute di quanto non sia in realtà. Inoltre, sono state aggiunti nervature, cerchi in lega maggiorati e una mascherina anteriore cromata per rendere il design più aggressivo. Gli interni sono stati rinnovati e possono ospitare quattro passeggeri. La plancia di comando è stata realizzata ispirandosi a quella usata sui velivoli ad ala fissa. Tutte le funzionalità offerte dalla plancia, incluse quelle infotainment, possono essere gestite tramite comandi vocali e con l'ausilio di un sistema HUD che proietta le varie informazioni sul parabrezza. Meccanicamente, la vettura monta un propulsore V8 5.0 da 430 cv gestito da un cambio ad otto rapporti.

## Motorizzazioni
La Genesis è disponibile con due motorizzazioni V6 Λ Lambda da 3,3 e 3,8 litri capaci di 268 e 300 cavalli oltre ad un V8  τ Tau da 4,6 litri con potenza di 381 cavalli. Tutti i motori alimentati a benzina dispongono della fasatura variabile delle valvole CVVT. I motori V6 sono abbinati ad un cambio automatico sequenziale Aisin a 6 rapporti utilizzato anche dalla Hyundai ix55, mentre il V8 è abbinato al cambio automatico ZF che equipaggiava anche la concept car esposta nel 2007.
| Modello         | Disponibilità | Motore                  | Cilindrata cm³ | Potenza         | Coppia massima          | 0–100 km/h (secondi) | Velocità max (Km/h) | Consumo medio (Km/l) |
| 3.3 V6 Λ Lambda | dal debutto   | 6 cilindri a V, Benzina | 3.342          | 197 kW (268 CV) | 315 N·m @3.500 giri/min | 7,0                  | 224                 | 10,9                 |
| 3.8 V6 Λ Lambda | dal debutto   | 6 cilindri a V, Benzina | 3.778          | 220 kW (300 CV) | 358 N·m @3.500 giri/min | 6,2                  | 230                 | 10,5                 |
| 4.6 V8 τ Tau    | dal debutto   | 8 cilindri a V, Benzina | 4.627          | 280 kW (381 CV) | 451 N·m @3.500 giri/min | 5,7                  | 240                 | 9,2                  |